# 에드 크레인풀

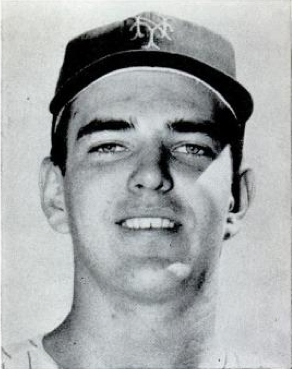
1963년 모습

에드 크레인풀(Ed Kranepool, 본명: 에드워드 에밀 크레인풀 3세, 본명 영어: Edward Emil Kranepool III, 1944년 11월 8일 ~ 2024년 9월 8일)는 미국의 프로 야구 선수였다. 메이저 리그 베이스볼 경력 전체를 뉴욕 메츠에서 보냈다. 주로 1루수였지만 외야수로도 활약했다.
뉴욕 브롱크스에서 태어난 크레인풀은 제임스 몬로 고등학교에 다녔으며 그곳에서 야구와 농구를 시작했다. 메츠의 스카우트 (스포츠) 버버 조나드(Bubber Jonnard)는 1962년 17세의 나이로 아마추어 FA로 크레인풀과 계약했다. 1979년 은퇴할 때까지 1962년 첫 시즌과 1969년 미라클 메츠 월드 챔피언십(Miracle Mets World Championship) 팀의 마지막 남은 메츠 선수가 되었다.